# Драганова награда
Драганова награда је књижевна награда која се додељује за најбољу путописну причу или песму ауторима старијим од шездесет година. Награду је 2015. године установило удружење Амити – Снага пријатељства (Amity). Награда се додељује у пет категорија, а победнике бира комисија међу радовима приспелим на конкурс који почетком године расписују удружење Амити – Снага пријатељства и онлајн магазин Пензин. Награђени и посебно похваљени радови објављују се у штампаном зборнику, на интернету, као и на књижевним вечерима које се организују широм Србије.

## О награди
Драганова награда успостављена је у знак сећања на Драгана Куку, оца госпођице Бебе Куке која је, заједно са удружењем Амити – Снага пријатељства и онлајн магазином Пензин иницирала овај конкурс и његов је покровитељ. Намера је, између осталог, да се овом иницијативом допринесе промоцији активног и достојанственог старења у Србији. Награђени аутори добијају вредне поклоне, међу којима су и наградна путовања по Србији. Основни услов за учешће на конкурсу је да аутори нису млађи од 60 година, а на конкурс могу послати само један путописни рад и то онај који нису већ слали на неки од ранијих конкурса.
На први конкурс, 2015. године, пристигло је 56 радова из Србије, друге године стотинак из четири земље из региона, а треће године готово две стотине из шест земаља. Зборник победничких радова првог конкурса представљен је на књижевној вечери у Библиотеци града Београда 19. маја 2015.
Током првих 8 година на конкурс за Драганову награду пристигло је 922 разне путописnе приче и песме, не само из Србије, већ и свих република некадашње Југославије, као и из дијаспоре, од Грчке, Немачке и Швајцарске, па све до Канаде и Аустралије. Најстарији аутор, тачније ауторка која је послала свој рад на један од ранијих конкурса имала је 94 године. У првих 8 зборника објављено је 217 прича и песама. Путописи су веома различити, од избора дестинација као теме, до стила, форме и жанра.

### Драган и Беба Кука
Драган Кука био је инжењер у некадашњој фабрици „21. мај“ у Раковици, љубитељ путовања и вољени отац. Драганову награду иницирала је његова ћерка Беба са жељом да сачува успомену на свог оца, али и да допринесе бољем животу старих. Беба Кука је, стицајем животних околности, осим у Србији живела и у Македонији, Шпанији, Финској и Кипру. Тренутно живи и ради у у Малезији.
Беба Кука својевремено је објавила књигу путописне прозе „Узбрдо брза“ који је посветила свом оцу. Управо то ју је инспирисало да успостави контакт са удружењем Amity и иницира овај конкурс. Управни одбор Удружењ је одобрио конкурс, a Беба је од прихода добијеним продајом свог путописа обезбедила финансијска средства за награде и штампање зборника. Интернет-портал Пензин обавезао се да ће објавити све пристигле приче на први конкурс, а удружење Amity понудило своју волонтерску подршку.

## Категорије
Драганова награда додељује се у пет категорија:
- најбоља женска путописна прича,
- најбоља мушка путописна прича,
- најбоља прича о путовању по Србији,
- најбоља прича о путовању у иностранство и
- најбоља путописна песма.[3]